# リアム・ミラー (1981年生のサッカー選手)
リアム・ウィリアム・ピーター・ミラー（Liam William Peter Miller, 1981年2月13日 - 2018年2月9日）は、アイルランド共和国コーク出身の元同国代表サッカー選手、ポジションはミッドフィルダー。
セルティックFCでキャリアを開始する。2001年のオーフスGFへの期限付き移籍を経て、2003-04シーズンから出場機会を得ており、2004年にセルティックから新契約を提示されていたものの、それを拒否して、自由契約選手としてマンチェスター・ユナイテッドFCと契約をする。マンチェスター・ユナイテッドで公式戦22試合に出場後、2005-06シーズンには期限付き移籍でリーズ・ユナイテッドAFCに加入した。
2006年からサンダーランドAFCに在籍した後は、2009年1月に出場機会の問題からクイーンズ・パーク・レンジャーズFCと契約して2008-09シーズン終了に伴い退団する。スコティッシュ・プレミアリーグの2009-10シーズン開始時に自由移籍でハイバーニアンFCと契約し、ハイバーニアンとの契約満了後はAリーグへ渡ってパース・グローリーFCと契約した。
アイルランド共和国代表としては、2004年のチェコ戦で初出場を飾っている。

## 経歴

### 生い立ち
熱狂的なセルティックFCのファンでスコットランド人の父の下、男4兄弟の末っ子として、アイルランド共和国のコーク郊外にあるバリンコリグに生まれ、コーチフォード・セカンダリースクールを卒業する。アイドルは同じコーク出身のロイ・キーンである。

### クラブ

#### セルティック
1997年にセルティックFCの下部組織に入団し、2000年5月21日のダンディー・ユナイテッドFC戦でプロ初出場を飾り、8月24日にUEFAカップ初出場となったルクセンブルク・ナショナルディビジョンのASジュネス・エシュ戦で途中出場から64分に得点を挙げた。翌2001-02シーズン中の2001年12月17日に同僚のマイケル・ドイル (en) と共にデンマーク・スーペルリーガのオーフスGFにシーズン終了までの半年での期限付き移籍で加入すると、最終戦前のFCコペンハーゲン戦 (1-2) で後半早々にピーター・クリスティアンセン (en) への行為からレッドカードによる退場処分を受ける後味悪いものだったが、中心選手として18試合にプレーしたのが認められ、30万ポンドでの完全移籍が提案されていた。
2003年10月18日のハート・オブ・ミドロシアンFC戦でスティリアン・ペトロフのシュートを相手GKがこぼした所に反応して9分にスコティッシュ・プレミアリーグ初得点を挙げ、50分には2得点目を記録すると、UEFAチャンピオンズリーグ 2003-04のオリンピック・リヨン戦でも得点を挙げることに成功し、主力として活躍を見せていたことから長期契約を提示された。しかし、2004年1月にプレミアリーグのマンチェスター・ユナイテッドFCと事前契約を締結することを選択し、この動きにミラーを中心として新たなチーム作りを構想していたマーティン・オニール監督は大いに失望することとなり、セルティックファンの怒りを買うことになった。

#### マンチェスター・ユナイテッド
2004年7月1日に自由契約選手としてマンチェスター・ユナイテッドFCに参加し、10月26日のフットボールリーグカップでのクルー・アレクサンドラFC戦で移籍後初得点を挙げる。ユナイテッドでの1季目は出場機会はあまり訪れず、全体としても僅か22試合の出場にとどまっていたが、後にミラーは「マンチェスター・ユナイテッドでは確かに上手くいかなかったが、移籍したことには後悔していない」と語っている。
2006-07シーズン開幕前の2006年7月には、出場機会を得るためにミラーが一旦クラブから去ることを許可されているとデイリー・テレグラフに報じられており、シーズン前の南アフリカツアーでは多くの主力が欠けていたにもかかわらず、16日のオーランド・パイレーツ戦に唯一控えに入ったのみの状況からアレックス・ファーガソン監督の構想外であることが判明し、8月31日に元同僚のロイ・キーン監督率いるフットボールリーグ・チャンピオンシップのサンダーランドAFCへ自由移籍で3年契約を締結した。ユナイテッドでの2季合計のリーグ戦出場数は僅か9試合であり、2013年5月にManchester Evening Newsが評価・掲載したファーガソン監督が獲得した99人の選手のリストでは、10段階中2とされたように失敗したものだったと判断されている。
リーズ・ユナイテッドへの期限付き移籍
ユナイテッドでの出場機会は稀であり、僅かな中で出場したミドルズブラFC戦では3-4で敗北後に自身のアイドルであるキーンから批判される苦しい時期を過ごしていた所、2005年11月4日にフットボールリーグ・チャンピオンシップのリーズ・ユナイテッドAFCへ3ヶ月の期限付き移籍をすることになり、1月6日には2005-06シーズン終了まで期限を延長された。リーズでは、途中加入ながらも主力を務めており、11月19日の敵地でのサウサンプトンFC戦 (4-3) で決勝点を挙げる活躍を見せ、昇格プレーオフではプレストン・ノース・エンドFCを3-1で下して決勝戦までの進出に貢献したが、ワトフォードFCとの決勝戦 (0-3) に敗れてプレミアリーグ昇格を逃した。エランド・ロード滞在中には28試合1得点を記録した。

#### サンダーランド

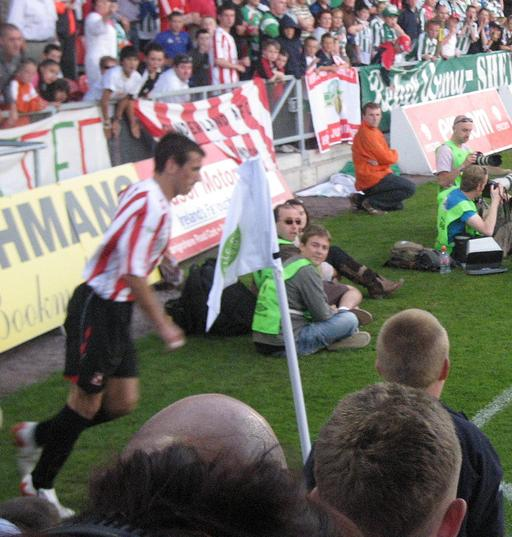
アイルランドへのプレシーズン・ツアーのコーク・シティFC戦でプレーするサンダーランドAFC時代のミラー

サンダーランドでは、2006年9月9日のスタジアム・オブ・ライトでのダービー・カウンティFC戦で初出場を飾り、次のリーズ戦では14ヤードもの距離から初得点を挙げる。2007年1月6日のFAカップでのプレストン・ノース・エンド戦 (0-1) では、デヴィッド・ニュージェントへのファールによって2枚目のイエローカードを提示されて37分に退場となった。
昇格に成功した2007-08シーズンでも引き続き主力としてプレーする中、2007年9月22日のミドルズブラとのティーズ・ウィア・ダービー (en) で89分に20ヤードの距離からプレミアリーグでの初得点を挙げる等、好調を見せていたが、12月8日のチェルシーFC戦 (0-2) でジョン・テリーへファールをすると、それに対して文句と膝を軽く蹴ってきたクラウディオ・ピサーロの顔を叩いたことでキャリア2度目となる退場となった。2008年2月29日、練習に度々遅刻していたことでキーン監督の怒りを買ったことで放出リストに名前を書き込まれると、元サンダーランドのダニー・ディキオ (en) 、カール・ロビンソン (en) 、アンディ・ウェルシュ (en) と繋がりがあるトロントFCへの移行が噂された。

#### QPR
2009年1月にフットボールリーグ・チャンピオンシップのクイーンズ・パーク・レンジャーズFCから期限付き移籍での獲得の噂が流れると、サンダーランドのリッキー・スブラジア (en) 監督も「QPRからリアムに関心を寄せられているから、何かが起こるかもしれない」と語っており、その結果として15日に2008-09シーズン終了までの契約で完全移籍となった。28日のブラックプールFC戦 (3-0) で初出場を飾り、加入から僅か半年後の5月19日に他4人と共に放出されることが発表された。

#### ハイバーニアン
夏の移籍市場最終日である2009年8月31日を迎えても所属先が見つからなかったため、フィットネスを維持させるためにアイルランドのクラブで練習する日々を過ごしているところをスコティッシュ・プレミアリーグのハイバーニアンFCを指揮するジョン・ヒューズ (en) 監督の目に留まり、9月11日に2年契約を締結した。すると、10月31日のアイスブロックス・スタジアムでのレンジャーズFC戦でのプレーにグレアム・スピアーズ記者から"king of Hibs"と記述されたように、すぐさま地位を確立し、そのパフォーマンスは2009年10月度の月間最優秀選手賞受賞へと繋がり、最終的に年間ベストイレブンに選出された。
しかし、翌2010-11シーズンには、自身のパフォーマンス悪化に連動してチームも低迷し、ヒューズ監督も解任される事態となり、コリン・カルダーウッド監督が新就任したことに伴ってマーティン・スコット (en) 、マット・ソーンヒル (en) 、ヴィクトル・パウルソン (en) の新たなミッドフィルダー3選手が獲得されると、2試合連続で先発を外されることとなった。その決定を下した当のカルダーウッド監督からは、「トップレベルの選手に復活することを望みたい」と期待を掛けられており、ミラー自身もチームに残留を希望したいと語っていたが、契約延長を勝ち取ることが出来ずに6月に退団が決定した。

#### パース・グローリー
2011年6月3日にAリーグのパース・グローリーFCと2年契約を締結する。9月24日のシドニーFCとの2010-11シーズン開幕前での親善試合 (2-2) でハムストリングを痛めたことによって運ばれる事態となり、シーズン開始時に間に合わないことが危ぶまれていたが、アデレード・ユナイテッドFCとの開幕戦に出場して以降、中盤でジェイコブ・バーンズと連携して創造性あるプレーでチームを支え、1月29日のアデレード・ユナイテッド戦 (3-0) で初得点を挙げた。同シーズンのレギュラーシーズンを3位で終えた末に進出したファイナルシーズンでは、ブリスベン・ロアーFCとの決勝戦まで進出しているが、試合終了間際にベサルト・ベリーシャを倒したことでペナルティーキックを与えてしまい、これによって敗戦となった。しかし、この判定に対して同僚のバーンズやスティーヴ・パンデリディス (en) 、イアン・ファーガソン (en) は「あれは、PKではない。ベリーシャがシュートを空振りした際に転んだ」と非難し、評論家のマーク・ルダンも同意する一方で評論家のマーク・ボスニッチやロビー・スレイターは審判を擁護し、議論を呼んだ。
2013年4月17日、2012-13シーズン終了後にクラブから契約延長を提示されたことにもかかわらず、それを拒否したことで在籍2季で50試合2得点を記録したパース・グローリーでの滞在が終了することが決定した。

#### ブリスベン・ロアー
2013年5月22日にブリスベン・ロアーFCと2年契約を締結したミラーは、2013-14シーズン開幕前にブリスベンの選手としてアンジェ・ポステコグルー監督によってAリーグ選抜に選出され、7月20日に古巣のマンチェスター・ユナイテッドと対戦した。ブリスベンでは、マット・マッカイと連携し、すぐさまチームに馴染んだプレーは同僚に感銘を与えていたが、10月25日のメルボルン・ビクトリーFC戦で後半にふくらはぎを痛め、12月5日のアデレード・ユナイテッド戦までの約1ヶ月復帰に時間を要した。その後、レギュラーシーズンを首位で通過し、ファイナルシーズン決勝でウェスタン・シドニー・ワンダラーズを下してタイトルを獲得した。

### 代表

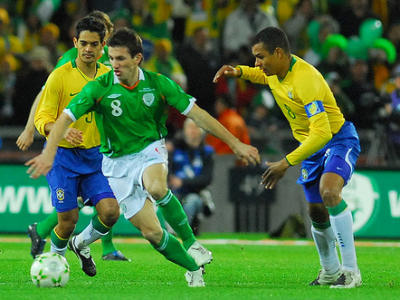
ブラジル戦でのミラー

アイルランド代表としては、U-16代表時代に1998年のUEFA U-16欧州選手権決勝でU-16イタリアを下したメンバーの1人であり、9試合に出場した後にU-21代表に選出された。UEFA U-21欧州選手権2002予選では、2002年10月のU-16スイス戦、2003年4月のU-16アルバニア戦でそれぞれイエローカードを提示されて出場停止になっていたにもかかわらず、6月のU-16アルバニア戦で起用されたことでアイルランドサッカー協会は失態を認め、UEFAに謝罪する事態が起きていた。
2003年11月に親善試合でのカナダ戦へ向けてA代表に初招集されたが、ハムストリングの負傷の影響から未出場となり、2004年3月31日のチェコ戦でマット・ホランドの代役としてベンチ入りをし、ギャリー・ドハーティに代わって70分から初出場を果たし、2006年3月31日のスウェーデン戦（3-0）で25ヤードの距離から初得点を挙げた。
2009年夏に所属先が未定だったにもかかわらず、ジョバンニ・トラパットーニ監督によって定期的に招集されており、これに対してミラーは「チームに自分を招集する必要はなかったと思うが、監督には非常に感謝しているし、嬉しかった」と語っている。

### 死去
2017年11月、膵癌発症を公表した。2018年2月9日、死去。36歳の若さだった。

## 個人成績
| クラブ                         | シーズン | リーグ | リーグ | カップ | カップ | リーグカップ | リーグカップ | 国際大会 | 国際大会 | その他 | その他 | 通算 | 通算 |
| クラブ                         | シーズン | 出場   | 得点   | 出場   | 得点   | 出場         | 得点         | 出場     | 得点     | 出場   | 得点   | 出場 | 得点 |
| ------------------------------ | -------- | ------ | ------ | ------ | ------ | ------------ | ------------ | -------- | -------- | ------ | ------ | ---- | ---- |
| セルティック                   | 1999-00  | 1      | 0      | 0      | 0      | 0            | 0            | 0        | 0        | —      | —      | 1    | 0    |
| セルティック                   | 2000-01  | 0      | 0      | 0      | 0      | 0            | 0            | 1        | 0        | —      | —      | 1    | 0    |
| セルティック                   | 2002-03  | 0      | 0      | 0      | 0      | 1            | 0            | 1        | 0        | —      | —      | 2    | 0    |
| セルティック                   | 2003-04  | 25     | 2      | 1      | 0      | 1            | 0            | 13       | 3        | —      | —      | 40   | 5    |
| セルティック                   | 通算     | 26     | 2      | 1      | 0      | 2            | 0            | 15       | 3        | —      | —      | 44   | 5    |
| オーフス (loan)                | 2001-02  | 18     | 0      | 0      | 0      | —            | —            | —        | —        | —      | —      | 18   | 0    |
| マンチェスター・ユナイテッド   | 2004-05  | 8      | 0      | 4      | 0      | 2            | 1            | 5        | 0        | 0      | 0      | 19   | 1    |
| マンチェスター・ユナイテッド   | 2005-06  | 1      | 0      | 0      | 0      | 1            | 1            | 1        | 0        | —      | —      | 3    | 1    |
| マンチェスター・ユナイテッド   | 通算     | 9      | 0      | 4      | 0      | 3            | 2            | 6        | 0        | 0      | 0      | 22   | 2    |
| リーズ (loan)                  | 2005-06  | 28     | 1      | 2      | 0      | 0            | 0            | —        | —        | 3      | 0      | 33   | 1    |
| サンダーランド                 | 2006-07  | 30     | 2      | 1      | 0      | 0            | 0            | —        | —        | —      | —      | 31   | 2    |
| サンダーランド                 | 2007-08  | 24     | 1      | 0      | 0      | 1            | 0            | —        | —        | —      | —      | 25   | 1    |
| サンダーランド                 | 2008-09  | 3      | 0      | 0      | 0      | 1            | 0            | —        | —        | —      | —      | 4    | 0    |
| サンダーランド                 | 通算     | 57     | 3      | 1      | 0      | 2            | 0            | —        | —        | —      | —      | 60   | 3    |
| QPR                            | 2008-09  | 13     | 0      | 0      | 0      | 0            | 0            | —        | —        | —      | —      | 13   | 0    |
| ハイバーニアン                 | 2009-10  | 33     | 2      | 4      | 0      | 1            | 0            | —        | —        | —      | —      | 38   | 2    |
| ハイバーニアン                 | 2010-11  | 33     | 5      | 2      | 0      | 1            | 0            | 2        | 0        | —      | —      | 38   | 5    |
| ハイバーニアン                 | 通算     | 66     | 7      | 6      | 0      | 2            | 0            | 2        | 0        | —      | —      | 76   | 7    |
| パース・グローリー             | 2011-12  | 21     | 2      | —      | —      | —            | —            | —        | —        | 4      | 0      | 25   | 2    |
| パース・グローリー             | 2012-13  | 23     | 0      | —      | —      | —            | —            | —        | —        | 1      | 0      | 24   | 0    |
| パース・グローリー             | 通算     | 44     | 2      | —      | —      | —            | —            | —        | —        | 5      | 0      | 49   | 2    |
| ブリスベン・ロアー             | 2013-14  | 19     | 3      | —      | —      | —            | —            | —        | —        | 2      | 0      | 21   | 3    |
| ブリスベン・ロアー             | 2014-15  | 2      | 0      | 0      | 0      | —            | —            | 0        | 0        | 0      | 0      | 2    | 0    |
| ブリスベン・ロアー             | 通算     | 21     | 3      | 0      | 0      | —            | —            | 0        | 0        | 2      | 0      | 23   | 3    |
| メルボルン・シティ             | 2014-15  | 2      | 0      | 0      | 0      | —            | —            | —        | —        | 0      | 0      | 2    | 0    |
| コーク・シティ                 | 2015     | 29     | 0      | 4      | 0      | 0            | 0            | 2        | 0        | —      | —      | 35   | 0    |
| ウィルミントン・ハンマーヘッズ | 2016     | 25     | 1      | 2      | 0      | —            | —            | —        | —        | —      | —      | 27   | 1    |
| 総通算                         | 総通算   | 338    | 19     | 20     | 0      | 9            | 2            | 25       | 3        | 10     | 0      | 402  | 24   |

## タイトル
代表
U-16アイルランド代表
- UEFA U-16欧州選手権 : 1998

クラブ
セルティックFC
- スコティッシュ・プレミアリーグ : 2000-01, 2003-04
- スコティッシュカップ : 2000-01, 2003-04
- スコティッシュリーグカップ : 2000-01

サンダーランドAFC
- フットボールリーグ・チャンピオンシップ : 2006-07

ブリスベン・ロアーFC
- Aリーグレギュラーシーズン : 2013-04
- Aリーグファイナルシーズン : 2014

個人
- スコットランドPFA年間ベストイレブン（英語版） : 2009-10